# 15851 Chrisfleming
15851 Chrisfleming este un asteroid din centura principală de asteroizi.

## Descriere
15851 Chrisfleming este un asteroid din centura principală de asteroizi. A fost descoperit pe 13 ianuarie 1996 la Kitt Peak National Observatory în cadrul proiectului Spacewatch. Asteroidul prezintă o orbită caracterizată de o semiaxă mare de 2,68 ua, o excentricitate de 0,14 și o înclinație de 12,2° în raport cu ecliptica.